# Peer Lilienthal

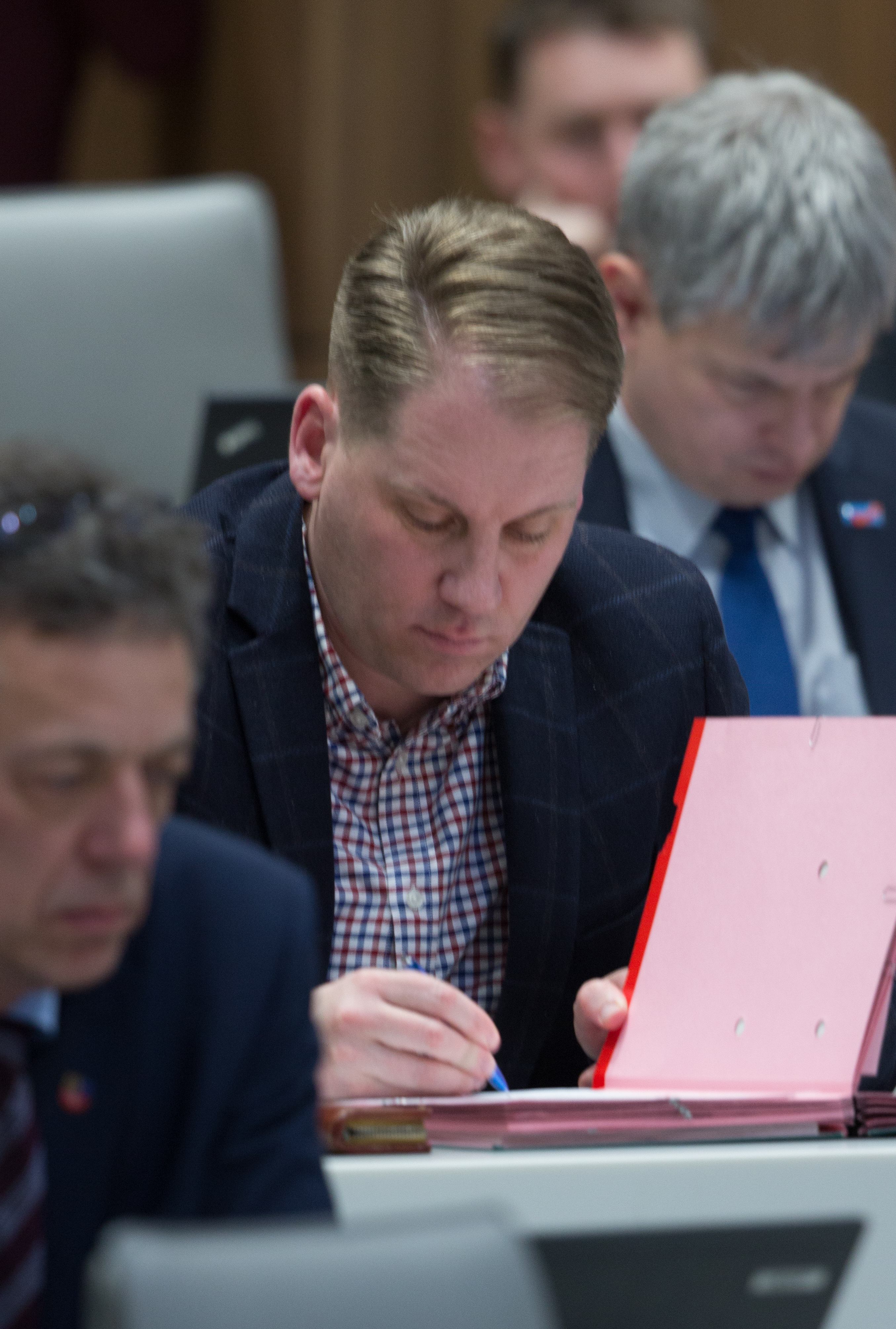
Peer Lilienthal, 2018

Peer Lilienthal (* 4. April 1979 in Hannover) ist ein deutscher Politiker der Alternative für Deutschland (AfD). Seit November 2017 ist er Mitglied des Niedersächsischen Landtages.

## Leben
Lilienthal ging nach dem Abitur für zwölf Jahre zur Bundeswehr, um die Offizierslaufbahn einzuschlagen. In diesem Rahmen studierte er Politikwissenschaft an der Universität der Bundeswehr Hamburg; auch wurde er in Afghanistan eingesetzt. Seit 2012 ist er als Finanzbeamter tätig.  Von 2016 bis 2018 war Peer Lilienthal Mitglied der Regionsversammlung der Region Hannover. Bei der Landtagswahl in Niedersachsen 2017 wurde er über die AfD-Landesliste in den Niedersächsischen Landtag gewählt. Dort war er Schatzmeister der AfD-Fraktion bis zu ihrer Auflösung im Jahre 2020. Anschließend war er bis zum Ende der Wahlperiode im Herbst 2022 als fraktionsloser Abgeordneter tätig. 2022 wurde er erneut in den Landtag gewählt. Der neugebildeten AfD-Fraktion gehört er als Schatzmeister an.
Lilienthal ist verheiratet, hat drei Kinder und wohnt in Barsinghausen.